# Elizabeth Atwood Taylor
Pour les articles homonymes, voir Taylor et Elizabeth Taylor (homonymie).
Elizabeth Atwood Taylor, née en 1936, est une romancière américaine, auteur de roman policier.

## Biographie
Au début des années 1980, elle se lance dans l'écriture d'une série policière ayant pour héroïne Maggie Elliott, une ancienne réalisatrice de films devenue détective privé à San Francisco, en Californie. 
Dans Funiculaire pour la morgue (The Cable Car Murder, 1981), le premier titre de la série, Maggie Elliott enquête sur la mort de Celia Sloan, sa riche demi-sœur, dont le corps est retrouvé dans un cable car sur une colline escarpée de San Francisco. Toute la famille de Celia est bouleversée, tout particulièrement sa fille Lindy, son fils Mark, un alcoolique, et Henry, son mari psychiatre. Mais bientôt, la police parle d'un meurtre et Maggie entreprend de démasquer le coupable. 
Dans Murder at Vassar (1987), Maggie Elliott se rend à Vassar sur la piste d'un meurtrier qui s'en prend à de riches personnes âgées. Une vieille dame vient d'être assassinée, et sa nièce, héritière de la coquette somme de 50 millions de dollars, est accusée du meurtre. La famille engage alors Maggie pour trouver le vrai coupable, mais l'assassin n'entend pas se laisser piéger et ne tarde pas à riposter.
Dans The Northwest Murders (1991), Maggie Elliott enquête sur des meurtriers qui sèment la terreur dans un bois du Nord-Ouest Pacifique. Elle doit bientôt protéger un enfant amérindien qui aurait été témoin d'un crime, mais doit affronter dans le même temps le racisme des gens de la région.

## Œuvre

### Romans
Série policière Maggie Elliott
- The Cable Car Murder (1981) Publié en français sous le titre Funiculaire pour la morgue, traduit par Jacques Satori, Paris, Librairie des Champs-Élysées, coll. « Le Masque » no 1810, 1985  (ISBN 2-7024-1644-6)
- Murder at Vassar (1987)
- The Northwest Murders (1991)